# Ръжишка пещера
Ръжишката пещера (Аржишката, Горната, Сухата) е пещера в Лакатнишките скали – скален венец в Западна Стара планина, България, Софийска област, община Своге.

## Местоположение
Намира се в горната част на Лакатнишките скали, попадащи в землището на село Миланово и извисяващи се от северната страна на село Гара Лакатник.

## Описание
Ръжишката пещера е разположена на 460 m н.в. Едноетажна пещера, общата ѝ дължина е 316 м. Спрямо река Искър е на 140 метра над нея.
По-голяма част от сталактитните образувания в нея не са по свода, а по стените, голяма част от тях са изпочупени. В края на пещерата има внушително срутище – каменните блокове са нападали един върху друг и са образували купчина с височина 28 м.
През зимата пещерата се обитава от прилепи.

## История
Археологическите находки са установили, че е била обитавана от хора още през желязната епоха.
От палеоорнитолога проф. Златозар Боев в късно-плейстоценските отложения (края на късния плейстоцен – прехода към холоцен) в пещерата по костни останки са установени над 27 вида птици, сред които праяребицата (Perdix paleoperdix) е изкопаем вид, а 2 вида са изчезнали от страната – тетревът (Tetrao tetrix) и червеноклюната хайдушка гарга (Pyrrhocorax pyrrhocorax). Сред останалите видове са лещарка (Bonasa bonasia), кукумявка (Athene noctua), малък зеленоног водобегач (Tringa stagnatilis), голям синигер (Parus major), планинска чинка (Fringilla montifringilla), черешарка (Coccothraustes coccothraustes), зеленика (Carduelis chloris) и скално врабче (Petronia petronia).
Разкритият видов състав на птиците доказва, че по онова време в околността на пещерата е съществувал лесостепен ландшафт, с чувствително преобладаване на горските местообитания.